# Chef de l'opposition officielle (Montréal)
Hôtel de ville de Montréal
Le chef de l'opposition officielle de Montréal est la personne au sommet de la pyramide décisionnelle du principal groupe ou parti politique s'opposant au parti élu par la population montréalaise. Il s'agit habituellement du chef du deuxième groupe politique ayant remporté le plus de voix lors des élections.
Cette page contient la liste des chefs de l'opposition officielle siégeant au Conseil municipal de la ville de Montréal. Les similarités entre les couleurs des partis municipaux avec les partis provinciaux et fédéraux n'indiquent aucune affiliation entre eux.

## Liste des chefs de l'opposition officielle
|  | Nom               | District électoral                                                            | Début | Fin      | Parti                                                                   |
|  | ----------------- | ----------------------------------------------------------------------------- | ----- | -------- | ----------------------------------------------------------------------- |
|  | Michael Fainstat  | Conseiller de ville, Notre-Dame-de-Grâce                                      | 1974  | 1978     | RCM                                                                     |
|  | Nick Auf der Maur | Conseiller de ville, Côte-des-Neiges                                          | 1978  | 1982     | GAM (en)                                                                |
|  | Michael Fainstat  | Conseiller de ville, La Confédération                                         | 1982  | 1984     | RCM                                                                     |
|  | Jean Doré         | Conseiller de ville, Saint-Jean-Baptiste                                      | 1984  | 1986     | RCM                                                                     |
|  | Germain Prégent   | Conseiller de ville, Saint-Henri                                              | 1986  | 1988     | Parti civique                                                           |
|  | Nick Auf der Maur | Conseiller de ville, Peter-McGill                                             | 1988  | 1989     | Parti civique                                                           |
|  | Nick Auf der Maur | Conseiller de ville, Peter-McGill                                             | 1989  | 1990     | Parti municipal                                                         |
|  | Alain André       | Conseiller de ville, Ahuntsic                                                 | 1990  | 1991     | Parti municipal                                                         |
|  | Sam Boskey        | Conseiller de ville, Décarie                                                  | 1991  | 1992     | Coalition démocratique (en)                                             |
|  | Nick Auf der Maur | Conseiller de ville, Peter-McGill                                             | 1992  | 1994     | Parti civique                                                           |
|  | André Lavallée    | Conseiller de ville, Bourbonnière                                             | 1994  | 1997     | RCM                                                                     |
|  | Thérèse Daviau    | Conseiller de ville, Plateau-Mont-Royal                                       | 1997  | 1998     | RCM                                                                     |
|  | Jack Chadirdjian  | Conseiller de ville, Darlington                                               | 1998  | 1998     | Nouveau Montréal                                                        |
|  | Michel Prescott   | Conseiller de ville, Jeanne-Mance                                             | 1998  | 2001     | RCM                                                                     |
|  | Michel Prescott   | Conseiller de ville, Jeanne-Mance                                             | 2001  | 2001     | Union Montréal                                                          |
|  | Pierre Bourque    | Conseiller de ville, Marie-Victorin, Rosemont–La Petite-Patrie                | 2001  | 2003     | Vision Montréal                                                         |
|  | Martin Lemay      | Conseiller de ville, Sainte-Marie, Ville-Marie                                | 2003  | 2003     | Vision Montréal                                                         |
|  | Pierre Bourque    | Conseiller de ville, Marie-Victorin, Rosemont–La Petite-Patrie                | 2003  | 2006     | Vision Montréal                                                         |
|  | Noushig Eloyan    | Conseiller de ville, Bordeaux-Cartierville, Ahuntsic-Cartierville             | 2006  | 2008     | Vision Montréal                                                         |
|  | Benoit Labonté    | Maire d'arrondissement, Ville-Marie                                           | 2008  | 2009     | Vision Montréal                                                         |
|  | Gaëtan Primeau    | Conseiller de ville, Tétreaultville, Mercier–Hochelaga-Maisonneuve            | 2009  | 2009     | Vision Montréal                                                         |
|  | Louise Harel      | Conseiller de ville, Maisonneuve–Longue-Pointe, Mercier–Hochelaga-Maisonneuve | 2009  | 2013     | Vision Montréal                                                         |
|  | Richard Bergeron  | Conseiller de ville, Saint-Jacques, Ville-Marie                               | 2013  | 2014     | Projet Montréal                                                         |
|  | Luc Ferrandez     | Maire d'arrondissement, Le Plateau-Mont-Royal                                 | 2014  | 2016     | Projet Montréal                                                         |
|  | Valérie Plante    | Conseillère de ville, Sainte-Marie, Ville-Marie                               | 2016  | 2017     | Projet Montréal                                                         |
|  | Lionel Perez      | Conseiller de ville, Darlington, Côte-des-Neiges–Notre-Dame-de-Grâce          | 2017  | 2021     | Équipe Denis Coderre pour Montréal (2017) Ensemble Montréal (2017-2021) |
|  | Aref Salem        | Conseiller de ville, Norman-McLaren, Saint-Laurent                            | 2021  | En cours | Ensemble Montréal                                                       |